# Bernard Gaida
Bernard Józef Gaida (ur. 10 września 1958 w Dobrodzieniu) – polski samorządowiec, przedsiębiorca i działacz mniejszości niemieckiej w RP, w latach 2009–2022 przewodniczący Związku Niemieckich Stowarzyszeń Społeczno-Kulturalnych w Polsce.

## Życiorys
Ukończył studia z dziedziny inżynierii technologii drewna, a później filozofii chrześcijańskiej w Papieskim Wydziale Teologicznym w Poznaniu. Od początku lat 90. zaangażowany w działalność samorządową, sprawował funkcję przewodniczącego Rady Miejskiej w Dobrodzieniu oraz Rady Powiatu w Olesnie, pełnił również obowiązki wiceprzewodniczącego Sejmiku Województwa Opolskiego (II kadencji). W 1993 był wśród założycieli pisma samorządowego „Echo Dobrodzienia i Okolic”. Zajął się prowadzeniem prywatnej firmy Gaber Plus w Dobrodzieniu.
Od 1989 działacz Towarzystwa Społeczno-Kulturalnym Niemców na Śląsku Opolskim, w 2007 wybrano go na jego wiceprzewodniczącego. W maju 2009 został następcą Henryka Krolla na stanowisku przewodniczącego Związku Niemieckich Stowarzyszeń Społeczno-Kulturalnych w Polsce. Funkcję tę pełnił do maja 2022; jego następcą został Rafał Bartek. W 2015 powołany w skład Komisji Wspólnej Rządu i Mniejszości Narodowych i Etnicznych. W listopadzie 2016 został przewodniczącym grupy roboczej mniejszości niemieckich (Arbeitsgemeinschaft Deutscher Minderheiten – AGDM). W 2022 powołany na wiceprzewodniczącego Federalnego Związku Europejskich Grup Narodowościowych (FUEN).

## Odznaczenia
- Srebrny Krzyż Zasługi (2011)[8]
- Krzyż Zasługi I Klasy Orderu Zasługi Republiki Federalnej Niemiec (2015)[9]